# Круглуша
Круглуша (рос. Круглуша) — присілок в Бежецькому районі Тверської області Російської Федерації.
Населення становить 15 осіб. Входить до складу муніципального утворення Моркиногорське сільське поселення.

## Історія
Від 2005 року входить до складу муніципального утворення Моркиногорське сільське поселення.

## Населення
| 2008 | 2010 |
| ---- | ---- |
| 4    | ↗15  |